# Де Мюльдер, Франс
Франс де Мюльдер (нидерл. Frans De Mulder; 14 декабря 1937, Крёйсхаутем, Бельгия — 5 марта 2001; Дейнзе,  Бельгия) — бельгийский профессиональный шоссейный велогонщик в 1959-1963 годах.  Победитель  велогонки «Вуэльта Испании» (1960). Чемпион Бельгии в групповой гонке (1960).

## Достижения
1956
10-й Чемпионат мира — Групповая гонка (любители)
1957
1-й — Этап 1 Тур Бельгии (любители)
5-й Чемпионат мира — Групповая гонка (любители)
1959
1-й — Этап 5 Tour de l'Ouest
2-й Week-end ardennais
3-й Льеж — Бастонь — Льеж
4-й Милан — Сан-Ремо
7-й Париж — Рубе
7-й Флеш Валонь
1960
1-й  Чемпион Бельгии — Групповая гонка
1-й  Вуэльта Испании — Генеральная классификация
1-й — Этапы 4, 7, 16 и 17
1-й — Этап 4 Тур Люксембурга
1-й — Этап 4a (КГ) Тур Бельгии
2-й Гент — Вевельгем
3-й Омлоп ван хет Хаутланд
6-й Тур Фландрии
7-й Милан — Сан-Ремо
1961
1-й Чемпионат Фландрии
1962
1-й — Этап 7 Критериум Дофине
3-й Тур Люксембурга
3-й E3 Харелбеке
1963
1-й Нокере Курсе
3-й Тур Бельгии — Генеральная классификация
1-й — Этап 3b (ИГ)

### Гранд-туры
| Гранд-тур                 | 1960 | 1961 | 1962 |
| ------------------------- | ---- | ---- | ---- |
| Джиро д’Италия            | —    | —    | —    |
| Тур де Франс              | —    | —    | НФ   |
| (c 2010 ) Вуэльта Испании | 1    | НФ   | —    |

| —  | Не участвовал  |
| НФ | Не финишировал |